# Latco

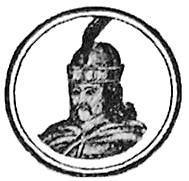
Wyobrażenie Latco z XIX w.

Latco lub Laczko (rum. Lațcu; zm. 1373–1375) – hospodar Mołdawii od 1365 lub 1367 roku.

## Biografia
Był synem pierwszego hospodara mołdawskiego Bogdana I. W okresie swojego panowania związał się politycznie z Polską i czynił duże ustępstwa na rzecz religii katolickiej, m.in. doprowadził do utworzenia biskupstwa katolickiego w Serecie, obsadzonego przez Andrzeja, franciszkanina z Krakowa. Być może miało to na celu przekonanie do siebie króla Ludwika Węgierskiego, zapewne niechętnego synowi Bogdana I, uzurpatora wobec królów węgierskich, na tronie mołdawskim.
Latco miał umrzeć w 1373 nie pozostawiając męskiego potomka (miał tylko córkę Anastazję, która poślubiła jednego z późniejszych hospodarów Romana I), a jego następcą był jego szwagier Costea (ojciec Stefana I). Zdaniem D. Musialika śmierć Latca miała nastąpić w 1374, a jego następcą (po krótkim interludium wywołanym próbą opanowania tronu przez książąt podolskich miał być jego siostrzeniec, syn Muszaty, Piotr I. Odmienne stanowisko zaprezentował J. Tęgowski, który stwierdził, że Latco zmarł w 1375, wspomniana Anastazja była jego żoną (nie córką), a Stefan I jego synem. Z kolei następcą Latco na tronie miał być Żurż, jego bratanek.
Jego imię zapewne stanowiło zniekształcenie węgierskiego Laszlo. Został pochowany w ufundowanej przez swego ojca cerkwi w Radowcach.